# Associazione Calcio Femminile Bergamo R 2003-2004
Questa voce raccoglie le informazioni riguardanti l'Associazione Calcio Femminile Bergamo R nelle competizioni ufficiali della stagione 2003-2004.

## Divise e sponsor
La divisa per le partite casalinghe era composta da una maglietta bianca con inserti azzurri, pantaloncini azzurri e calzettoni bianchi, quella per gli incontri in trasferta con la maglia a colori invertiti. Il main sponsor era Indesit, quello tecnico, fornitore delle tenute da gioco, Legea.
| Casa | Trasferta |

## Rosa
| N. |                   | Ruolo | Calciatrice          |
| -- | ----------------- | ----- | -------------------- |
|    | Italia (bandiera) | D     | Elisabetta Bonzanni  |
|    | Italia (bandiera) | C     | Sara D'Alessio       |
|    | Italia (bandiera) | C     | Barbara Dapor        |
|    | Italia (bandiera) | C     | Beatrice De Stefano  |
|    | Italia (bandiera) | A     | Fabbricotti          |
|    | Italia (bandiera) | C     | Carlotta Fagiolini   |
|    | Italia (bandiera) | C     | Antonietta Formisano |
|    | Italia (bandiera) | A     | Melania Gabbiadini   |

| N. |                      | Ruolo | Calciatrice              |
| -- | -------------------- | ----- | ------------------------ |
|    | Italia (bandiera)    | D     | Erika Ghisalberti        |
|    | Italia (bandiera)    | A     | Venusia Paliotti         |
|    | Finlandia (bandiera) | P     | Virva Katariina Junkkari |
|    | Italia (bandiera)    | D     | Francesca Pietracci      |
|    | Italia (bandiera)    | C     | Raide Ravasio            |
|    | Italia (bandiera)    | A     | Valentina Ronsivalle     |
|    | Italia (bandiera)    | A     | Katia Serra              |
|    | Italia (bandiera)    | D     | Simona Zani              |

## Calciomercato

### Sessione estiva
| Acquisti | Acquisti       | Acquisti         | Acquisti   |
| R.       | Nome           | da               | Modalità   |
| -------- | -------------- | ---------------- | ---------- |
| P        | Virva Junkkari | Enterprise Lazio | svincolata |
| A        | Katia Serra    | Enterprise Lazio | svincolata |

| Cessioni | Cessioni         | Cessioni            | Cessioni   |
| R.       | Nome             | a                   | Modalità   |
| -------- | ---------------- | ------------------- | ---------- |
| D        | Stella La Capra  | Fiammamonza         | Svincolata |
| D        | Bonny Madsen     | Vallassinese Holcim |            |
| C        | Maria Crosina    |                     |            |
| C        | Cristina Murelli | Fiammamonza         | Svincolata |

## Risultati

### Serie A

#### Girone di andata
| 13 settembre 2003, ore 16:00 CEST 1ª giornata                | Bergamo R | 1 – 1       | A.D. Decimum Lazio |  |
| \| \| \| \| \| Gabbiadini 1t’ \| Marcatori \| 82’ Marsico \| |           |             |                    |  |
|                                                              |           |             |                    |  |
| Gabbiadini 1t’                                               | Marcatori | 82’ Marsico |                    |  |

| Arbitro: | Criveller (Ivrea) |

|           |           |            |
| Serra 55’ | Marcatori | 64’ D'Adda |

| 4 ottobre 2003, ore 15:00 CEST 3ª giornata      | Bergamo R | 2 – 1 | Torino |  |
| \| \| \| \| \| Serra ??? \| Marcatori \| ??? \| |           |       |        |  |
|                                                 |           |       |        |  |
| Serra ???                                       | Marcatori | ???   |        |  |

| Calmasino, Bardolino 11 ottobre 2003, ore 15:00 CEST 4ª giornata | Bardolino Verona 83 | 1 – 4 | Bergamo R | Stadio comunale Belvedere |

| Arbitro: | Berzini |

|                                                               |           |  |
| Gabbiadini 7’, 10’ Formisano 26’ Serra 71’ Limonta 90’ (aut.) | Marcatori |  |

8 novembre 2003, 6ª giornata: il Bergamo R riposa.
| Agliana 15 novembre 2003, ore 14:30 CET 7ª giornata | Agliana   | 1 – 0 referto | Bergamo R | Stadio comunale Germano Bellucci |
| \| \| \| \| \| Fuselli 1’ \| Marcatori \| \|        |           |               |           |                                  |
|                                                     |           |               |           |                                  |
| Fuselli 1’                                          | Marcatori |               |           |                                  |

| Arbitro: | Bergamaschi (Milano) |

|              |           |             |
| Paliotti 64’ | Marcatori | 45’ Bologna |

| 29 novembre 2003, ore 14:30 CEST 9ª giornata | ACF Milan | 3 – 1 | Bergamo R |  |

| 6 dicembre 2003, ore 14:30 CET 10ª giornata | Bergamo R | 4 – 0 | Como 2000 |  |

| 13 dicembre 2003, ore 14:30 CET 11ª giornata | Reggiana | 1 – 4 | Bergamo R |  |

| Arbitro: | Peretti (Verona) |

|                               |           |                            |
| Gabbiadini 52’ De Stefano 63’ | Marcatori | 63’, 87’ Pedersen 86’ Tona |

| Verona 10 gennaio 2004, ore 15:00 CET 13ª giornata | Foroni Verona | 3 – 1 | Bergamo R |  |

#### Girone di ritorno
| Roma 17 gennaio 2004, ore 14:30 CET 14ª giornata | A.D. Decimum Lazio | 1 – 1 | Bergamo R | Stadio Tre Fontane |

| Brembate di Sopra 24 gennaio 2004, ore 15:00 CET 15ª giornata | Bergamo R | 2 – 2 | Fiammamonza | Stadio comunale |

| 31 gennaio 2004, ore 14:30 CET 16ª giornata | Torino | 3 – 1 | Bergamo R |  |

| 7 febbraio 2004, ore 14:30 CET 17ª giornata | Bergamo R | 1 – 0 | Bardolino Verona 83 |  |

| 9 marzo 2004, ore 14:30 CET 18ª giornata | Vallassinese Holcim | 1 – 0 | Bergamo R |  |

28 febbraio 2004, 19ª giornata: il Bergamo R riposa.
| 6 marzo 2004, ore 15:00 CET 20ª giornata | Bergamo R | 1 – 1 | Agliana |  |

| Arbitro: | Barbiero (Vicenza) |

|                             |           |                                     |
| Delli Zotti 1t’ Bucovaz 17’ | Marcatori | 2t’, 2t’ Dapor 70’ (rig.) D'Alessio |

| 27 marzo 2004, ore 15:00 CET 22ª giornata | Bergamo R | 2 – 1 | ACF Milan |  |

| 3 aprile 2004, ore 16:00 CEST 23ª giornata | Como 2000 | 1 – 4 | Bergamo R |  |

| 17 aprile 2004, ore 16:00 CEST 24ª giornata                                                          | Bergamo R | 3 – 3 referto                      | Reggiana |  |
| \| \| \| \| \| Gabbiadini 4’, 68’ Paliotti 89’ \| Marcatori \| 11’ Nasuti 55’ Cavagni 77’ Finelli \| |           |                                    |          |  |
| |           |                                    |          |  |
| Gabbiadini 4’, 68’ Paliotti 89’                                                                      | Marcatori | 11’ Nasuti 55’ Cavagni 77’ Finelli |          |  |

| Arbitro: | Benzi (Trapani) |

|                                               |           |              |
| Pedersen 23’ Tona 29’ Guarino 85’ Conti 90+2’ | Marcatori | 72’ Paliotti |

| 8 maggio 2004, ore 14:30 CET 26ª giornata | Bergamo R | 3 – 2 | Foroni Verona |  |

### Coppa Italia
| 6 gennaio 2004, ore 15:00 CET Quarto turno   | Vigor Senigallia     | 1 – 1 (d.t.s.) | Bergamo R |  |
| \| \| \| \| \| \| Tiri di rigore 2 – 4 \| \| |                      |                |           |  |
|                                              |                      |                |           |  |
|                                              | Tiri di rigore 2 – 4 |                |           |  |

| 14 febbraio 2004 Quinto turno                | Vallassinese Holcim  | 0 – 0 (d.t.s.) | Bergamo R |  |
| \| \| \| \| \| \| Tiri di rigore 2 – 4 \| \| |                      |                |           |  |
|                                              |                      |                |           |  |
|                                              | Tiri di rigore 2 – 4 |                |           |  |

| Brembate di Sopra 8 aprile 2004, ore 15:00 CEST Quarti di finale     | Bergamo R | 2 – 1 referto | Fiammamonza | Stadio comunale |
| \| \| \| \| \| Formisano 7’ Zani 58’ \| Marcatori \| 45’ La Capra \| |           |               |             |                 |
|                                                                      |           |               |             |                 |
| Formisano 7’ Zani 58’                                                | Marcatori | 45’ La Capra  |             |                 |

| 12 maggio 2004, ore 16:30 CEST Semifinali, Andata | Bergamo R | 0 – 2 | Foroni Verona |  |

| Verona 15 maggio 2004, ore 16:30 CEST Semifinali, Ritorno | Foroni Verona | 3 – 2 | Bergamo R |  |

## Statistiche

### Statistiche di squadra
| Competizione | Punti | In casa | In casa | In casa | In casa | In casa | In casa | In trasferta | In trasferta | In trasferta | In trasferta | In trasferta | In trasferta | Totale | Totale | Totale | Totale | Totale | Totale | DR  |
| Competizione | Punti | G       | V       | N       | P       | Gf      | Gs      | G            | V            | N            | P            | Gf           | Gs           | G      | V      | N      | P      | Gf     | Gs     | DR  |
| ------------ | ----- | ------- | ------- | ------- | ------- | ------- | ------- | ------------ | ------------ | ------------ | ------------ | ------------ | ------------ | ------ | ------ | ------ | ------ | ------ | ------ | --- |
| Serie A      | 37    | 12      | 6       | 5       | 1       | 27      | 15      | 12           | 4            | 2            | 6            | 21           | 22           | 24     | 10     | 7      | 7      | 48     | 37     | +11 |
| Coppa Italia | -     | 2       | 1       | 0       | 1       | 2       | 3       | 3            | 0            | 2            | 1            | 3            | 4            | 5      | 1      | 2      | 2      | 5      | 7      | -2  |
| Totale       | -     | 14      | 7       | 5       | 2       | 29      | 18      | 15           | 4            | 4            | 7            | 24           | 26           | 29     | 11     | 9      | 9      | 53     | 44     | +9  |

### Andamento in campionato
| Giornata  | 1 | 2 | 3 | 4 | 5 | 6 | 7 | 8 | 9 | 10 | 11 | 12 | 13 | 14 | 15 | 16 | 17 | 18 | 19 | 20 | 21 | 22 | 23 | 24 | 25 | 26 |
| --------- | - | - | - | - | - | - | - | - | - | -- | -- | -- | -- | -- | -- | -- | -- | -- | -- | -- | -- | -- | -- | -- | -- | -- |
| Luogo     | C | T | C | T | C | - | T | C | T | C  | T  | C  | T  | T  | C  | T  | C  | T  | -  | C  | T  | C  | T  | C  | T  | C  |
| Risultato | N | N | V | V | V | - | P | N | P | V  | V  | P  | P  | N  | N  | P  | V  | P  | -  | P  | V  | V  | V  | N  | P  | V  |
| Posizione |   |   |   |   |   | 3 |   |   |   |    |    |    | 5  |    |    |    |    |    |    |    |    |    | 5  |    |    | 5  |

Legenda:

Luogo: C = Casa; T = Trasferta. Risultato: V = Vittoria; N = Pareggio; P = Sconfitta.

### Statistiche delle giocatrici
| Giocatore      | Serie A  | Serie A | Serie A     | Serie A    | Coppa Italia | Coppa Italia | Coppa Italia | Coppa Italia | Totale   | Totale | Totale      | Totale     |
| Giocatore      | Presenze | Reti    | Ammonizioni | Espulsioni | Presenze     | Reti         | Ammonizioni  | Espulsioni   | Presenze | Reti   | Ammonizioni | Espulsioni |
| -------------- | -------- | ------- | ----------- | ---------- | ------------ | ------------ | ------------ | ------------ | -------- | ------ | ----------- | ---------- |
| E. Bonzanni    | ?        | ?       | ?           | ?          | ?            | ?            | ?            | ?            | ?        | ?      | ?           | ?          |
| R. D'Adda      | ?        | ?       | ?           | ?          | ?            | ?            | ?            | ?            | ?        | ?      | ?           | ?          |
| S. D'Alessio   | ?        | ?       | ?           | ?          | ?            | ?            | ?            | ?            | ?        | ?      | ?           | ?          |
| B. Dapor       | ?        | ?       | ?           | ?          | ?            | ?            | ?            | ?            | ?        | ?      | ?           | ?          |
| B. De Stefano  | ?        | ?       | ?           | ?          | ?            | ?            | ?            | ?            | ?        | ?      | ?           | ?          |
| ?. Fabbricotti | ?        | ?       | ?           | ?          | ?            | ?            | ?            | ?            | ?        | ?      | ?           | ?          |
| C. Fagiolini   | ?        | ?       | ?           | ?          | ?            | ?            | ?            | ?            | ?        | ?      | ?           | ?          |
| A. Formisano   | ?        | ?       | ?           | ?          | ?            | ?            | ?            | ?            | ?        | ?      | ?           | ?          |
| M. Gabbiadini  | ?        | 24      | ?           | ?          | ?            | ?            | ?            | ?            | ?        | 24+    | ?           | ?          |
| E. Ghisalberti | ?        | ?       | ?           | ?          | ?            | ?            | ?            | ?            | ?        | ?      | ?           | ?          |
| V. Junkkari    | ?        | -?      | ?           | ?          | ?            | ?            | ?            | ?            | ?        | 0+     | ?           | ?          |
| T. Marsico     | ?        | 6       | ?           | ?          | ?            | ?            | ?            | ?            | ?        | 6+     | ?           | ?          |
| V. Paliotti    | ?        | 7       | ?           | ?          | ?            | ?            | ?            | ?            | ?        | 7+     | ?           | ?          |
| F. Pietracci   | ?        | ?       | ?           | ?          | ?            | ?            | ?            | ?            | ?        | ?      | ?           | ?          |
| R. Ravasio     | ?        | ?       | ?           | ?          | ?            | ?            | ?            | ?            | ?        | ?      | ?           | ?          |
| V. Ronsivalle  | ?        | ?       | ?           | ?          | ?            | ?            | ?            | ?            | ?        | ?      | ?           | ?          |
| K. Serra       | 20       | 3       | ?           | ?          | ?            | ?            | ?            | ?            | 20+      | 3+     | ?           | ?          |
| S. Zani        | ?        | ?       | ?           | ?          | ?            | ?            | ?            | ?            | ?        | ?      | ?           | ?          |